# لیندا مکناوان
لیندا مکناوان (انگلیسی: Linda McAvan؛ زادهٔ ۲ دسامبر ۱۹۶۲) یک سیاست‌مدار اهل بریتانیا است.